# 永兴街道 (雅安市)
永兴街道，原为永兴镇，是中华人民共和国四川省雅安市名山区下辖的一个乡镇级行政单位。2019年12月，撤销永兴镇，设立永兴街道，将原永兴镇双墙村、三岔村、青江村、大堂村、箭道村、化城村、古房村、马头村、金桥村、笔山村、江落村、瓦窑村和原前进乡桥楼村、两河村及蒙顶山镇大弓村、槐树村、名凤村、卫干社区所属行政区域划归永兴街道管辖。原永兴镇郑岩村、沿河村所属行政区域为蒙阳街道的行政区域。

## 行政区划
永兴街道下辖以下地区：
社区、双墙村、三岔村、清江村、大堂村、箭道村、化城村、江落村、瓦窑村、古房村、马头村、金桥村、沿河村、笔山村和郑岩村。